# Мельник Сергій Олександрович (футболіст)
Сергій Олександрович Мельник (нар. 25 червня 1993, Сімферополь) — український футболіст, що грає на позиції нападника. Відомий за виступами у складі сімферопольської «Таврії» в українській Прем'єр-лізі, а також у юнацькій збірній України різних вікових груп. З середини 2014 року продовжив виступи в окупованому Росією Криму.

## Кар'єра футболіста
Сергій Мельник народився у Сімферополі, та є вихованцем футбольної школи місцевої «Таврії». З 2009 року він грав у дублюючому складі сімферопольської команди. У 2011 році футболіст грав у оренді в команді першої ліги «Кримтеплиця», за півроку повернувся до «Таврії». У Прем'єр-лізі Мельник дебютував 3 травня 2012 року в матчі з одеським «Чорноморцем». У «Таврії» футболіст грав до кінця сезону 2013—2014 року, після чого вона тимчасово припинила існування після окупації Росією Криму, зігравши за клуб 8 матчів у чемпіонаті України. 
Улітку 2014 року футболіст їздив на перегляд до латвійського клубу «Юрмала», проте команді не підійшов, та став гравцем створеного російськими окупантами в Сімферополі клубу «Скіф». Пізніше Сергій Мельник грав за клуби окупованого Криму «ТСК-Таврія», «Євпаторія» та «Кримтеплиця».

## Виступи за збірні
У 2009—2011 роках Сергій Мельник зіграв 8 матчів за юнацьку збірну України віком до 17 років та віком до 18 років. 
У 2016 році футболіст викликався на тренувальний збір так званої збірної Криму, створеної російською окупаційною адміністрацією.